# Malá Kuberle
Malá Kuberle (rusky Малая Куберле) je řeka v Rostovské oblasti v Rusku. Je 152 km dlouhá. Povodí má rozlohu 1460 km².

## Průběh toku
Pramení na Salsko-manyčské vrchovině. Protéká zúrodněnou stepí v širokém říčním údolí. Ústí zleva do Salu (povodí Donu).

## Vodní režim
Zdrojem vody jsou především sněhové srážky. Nejvyšších vodních stavů dosahuje na jaře. V zimě promrzá až do dna po celé délce toku.

## Využití
Leží na ní vesnice Zimovniki.